# امباریمانینگا
امباریمانینگا (به لاتین: Ambarimaninga) یک سکونتگاه مسکونی در ماداگاسکار است که در بوئنی واقع شده‌است.

## خصوصیات
امباریمانینگا ۹٬۰۰۰ نفر جمعیت دارد و ۹۱ متر بالاتر از سطح دریا واقع شده‌است.